# San Isidro (Buenos Aires)
San Isidro es una localidad argentina, cabecera del partido bonaerense de San Isidro, ubicado en la Zona Norte del Gran Buenos Aires. Limita al oeste con Boulogne Sur Mer, al sur con Acassuso y con Martínez, al norte con Beccar y al este con el Río de la Plata. Sede del gobierno municipal, el Concejo Deliberante de San Isidro y la catedral, es el núcleo histórico del distrito y el segundo en extensión. Esta localidad se encuentra a 8,2 km de su acceso más cercano a la Ciudad Autónoma de Buenos Aires.

## Historia

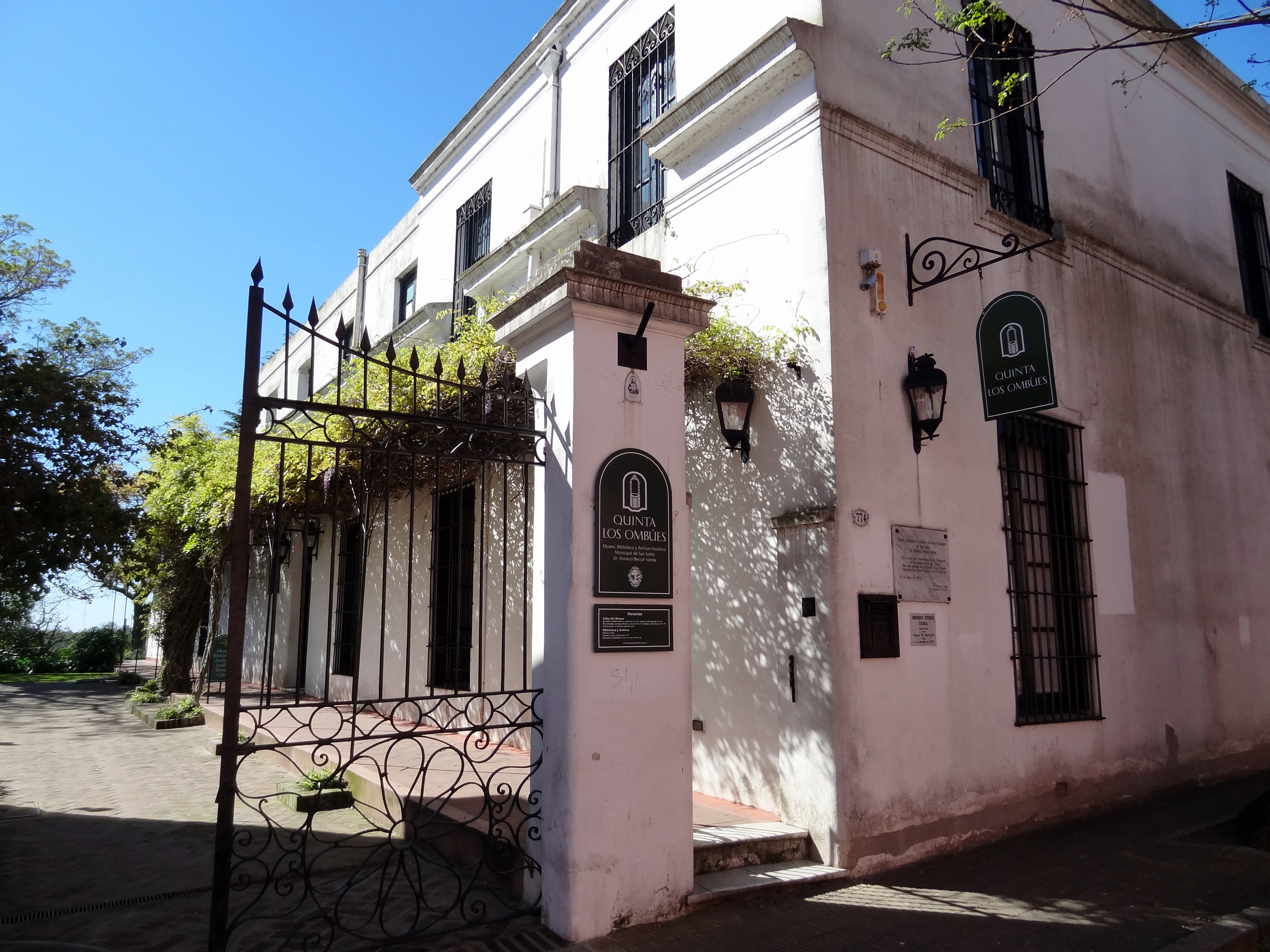
La Quinta Los Ombúes.

Según cronistas que en el siglo XVI reconocieron estas tierras, lo que es hoy San Isidro representaba el límite sur del territorio ocupado por los guaraníes. Al sur era territorio de los querandíes.
En 1580, en toda la costa norte de la ciudad había solares, quintas, chacras y estancias, que comenzaban en las inmediaciones de la Plaza San Martín (Buenos Aires), incluían el actual San Isidro y se extendían hasta el partido de San Fernando. 
San Isidro formaba parte del Pago del Monte Grande (o de la Costa), que abarcaba también el partido de Vicente López, el partido de San Martín y el barrio de Belgrano (Buenos Aires).
En 1706 el capitán Domingo de Acassuso fue autorizado a transformar la capilla particular de su hacienda en un templo público que llevaba el nombre de San Isidro Labrador, en homenaje al santo de su devoción, patrono de Madrid. A partir de ese momento, los campos vecinos se llamaron «del Santo».
En 1717 fue nombrado el primer comisionado para la región, Juan Benavídez. En 1784 se creó la alcaldía de Hermandad, y en 1789 fue nombrado por el Cabildo de Buenos Aires el primer alcalde de la Santa Hermandad, Juan Francisco Zacarías de Arroyo con jurisdicción sobre el Pago de la Costa. A partir de 1790, en torno a la capilla sefue levantando un poblado que con el tiempo se convertiría en la ciudad de San Isidro.
Sitio de chacras que abastecían a la ciudad, a fines del siglo XVIII y principios del XIX aparecieron las chacras veraniegas y quintas de los ciudadanos prominentes de Buenos Aires, típicas casas coloniales de patio central, cisterna, azotea y galería.
Cuatro caminos jalonados de postas atravesaban su territorio rumbo al norte: el del Bajo (bordeando la costa), el del Fondo de la Legua, el del Medio (que iba a las Lomas de San Isidro) y el del Alto.
Durante la primera de las invasiones británicas al Río de la Plata, tras desembarcar en Tigre, el 5 de agosto de 1806, Santiago de Liniers, comandante de las fuerzas que reconquistarían la ciudad de Buenos Aires pocos días después, estableció su campamento en San Isidro, alojándose en la quinta propiedad de Mariquita Sánchez de Thompson, donde permaneció hasta el 9 de agosto cuando el clima permitió continuar por el camino del Fondo de la Legua hacia la capital, que reconquistaría el día 12.
Tras la Revolución de Mayo se convirtió en municipio, y el último alcalde de la Hermandad, Martín Campos, se convirtió en su primer juez de paz.
Para 1825 San Isidro era ya un puerto de cabotaje alternativo al de Buenos Aires, utilizado tanto en el contrabando como para la provisión de leña y fruta a la ciudad. Fue la base de la cual partieron los Treinta y Tres Orientales en la medianoche del 15 de abril de ese año. En el paraje de la costa conocido como Puerto Sánchez, el coronel Juan Antonio Lavalleja y sus compañeros se embarcaron en un lanchón del puerto de Barracas e iniciaron la Cruzada Libertadora que desembocaría en la Guerra Argentino-brasileña y posteriormente en la creación del Estado Oriental del Uruguay.
También fue el sitio de arribo del Druid, primer barco de vapor llegado al Río de la Plata.
En 1850 una ley de la provincia de Buenos Aires creó la municipalidad de San Isidro y, en 1856, en la casa de los Alfaro se desempeñó el primer gobierno municipal: el fabricante de jabón y velas Fernando Alfaro Maciel fue el primer presidente de la municipalidad de San Isidro. Fue formalmente declarada ciudad en 1942.

## Geografía
Una característica de San Isidro es la presencia de una pronunciada barranca que da lugar a la zona conocida como El Bajo de San Isidro. Antiguamente las aguas del Río de la Plata llegaban hasta las barrancas. 

## Infraestructura

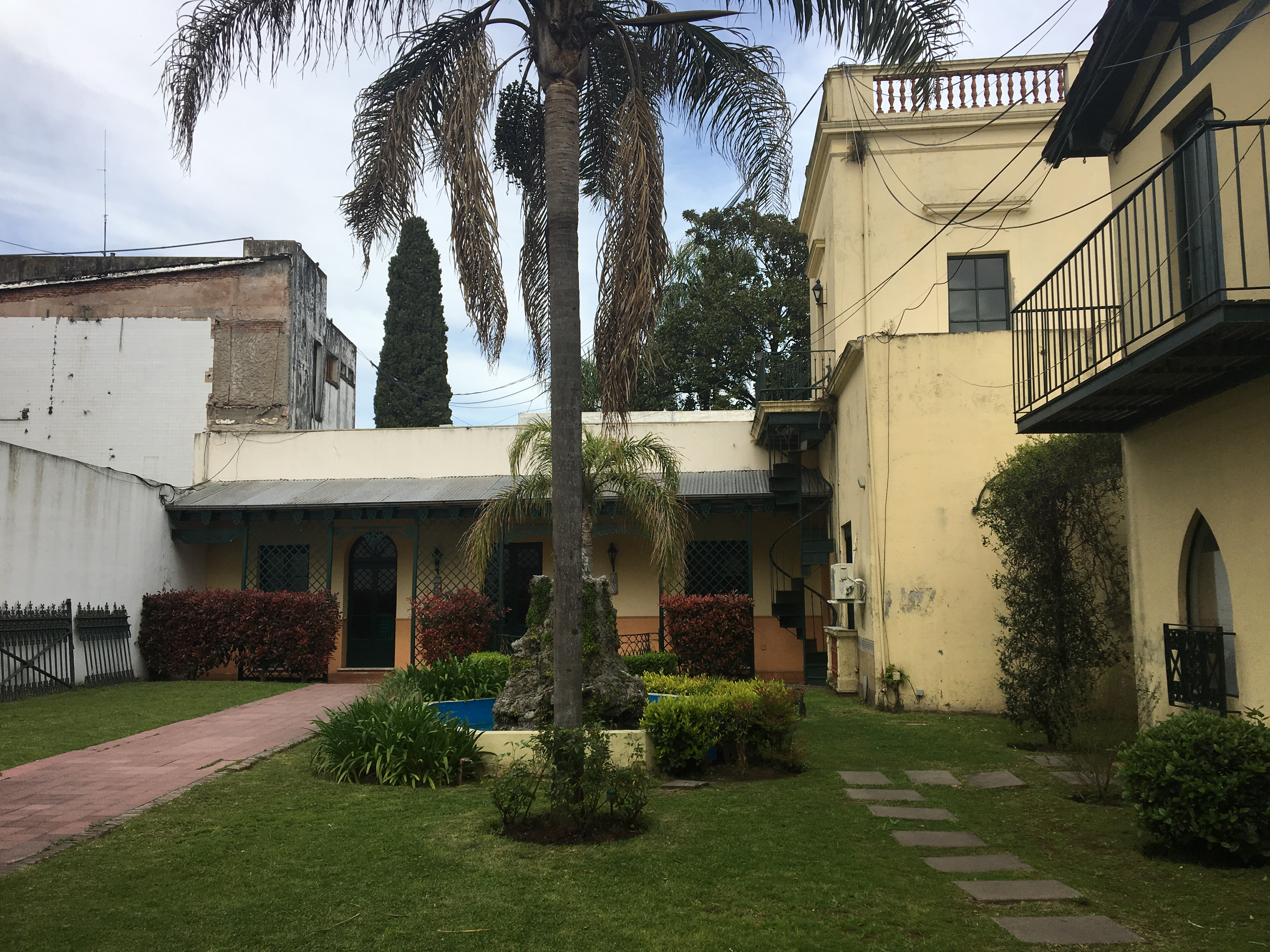
Patio trasero del Museo Casa Alfaro, que se encuentra ubicado frente a Plaza Mitre y sobre Av. Libertador a mitad de cuadra, donde hacia final de cuadra remata una barranca.

Actualmente la ciudad cuenta con 291.608 habitantes (según censo del año 2022). Cuenta con un destacado sistema de salud pública, cuyo más moderno centro es el Hospital Central de San Isidro y numerosos centros educativos, muchos de ellos centenarios, como por ejemplo los colegios Instituto Carmen Arriola de Marín, Labardén, Nacional San Isidro, San Juan el Precursor, Santa Inés, María Auxiliadora, Nuestra Señora de la Unidad, Santa Isabel, Santa María de Luján, entre otros.
En la cabecera del partido se encuentra la Municipalidad y los Tribunales (con competencia en los municipios de la zona norte del Gran Buenos Aires). 
La atraviesan dos líneas de ferrocarril: la Estación San Isidro C del FFCC Mitre y la Estación San Isidro R del Tren de la Costa.
Tres avenidas conectan San Isidro con el Tigre hacia el norte y con CABA hacia el sur: Av. del Libertador, Av. Centenario y la autopista Panamericana.
La avenida Márquez atraviesa la ciudad de este a oeste, mientras que la avenida Centenario lo hace de norte a sur. Esta última resulta ser una vía con gran cantidad de tránsito vehicular y numerosas líneas de colectivo que conectan la ciudad de San Isidro con la ciudad de Buenos Aires. Entre las distintas líneas de transporte público, la línea 60 presenta distintos recorridos que permiten una amplia conexión con distintos centros urbanos. 
Dentro de la obra pública más reciente cabe destacar la construcción de tres túneles para paso bajo nivel del tránsito vehicular.
Al estar a la vera de río, también se destaca la actividad náutica y su infraestructura, sobre todo la privada, entre otros, se encuentra el C.N.S.I. siglas que representan al Club Náutico San Isidro.

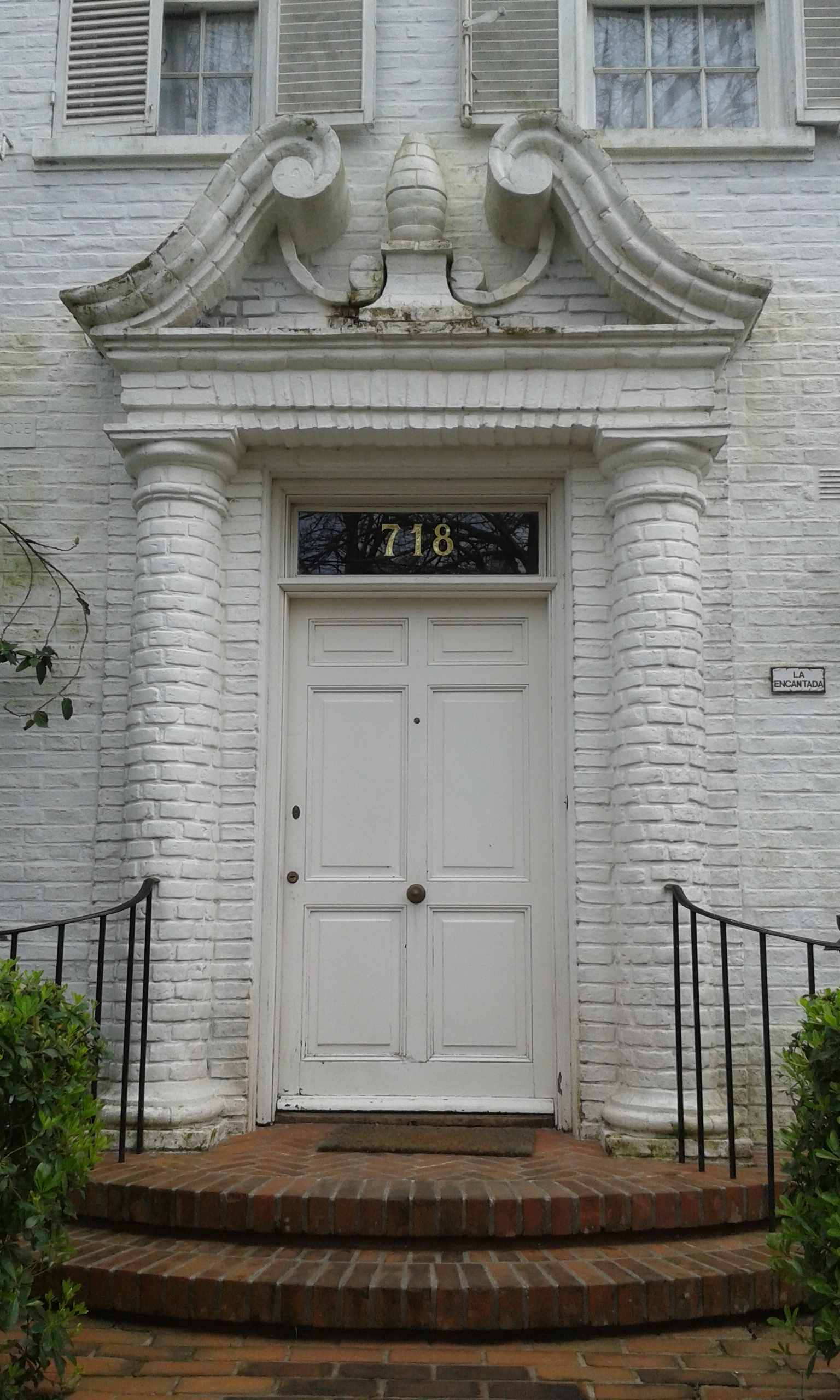
Las casas de los alrededores de la Catedral conservan la ornamentación antigua y característica del lugar

## Casco histórico

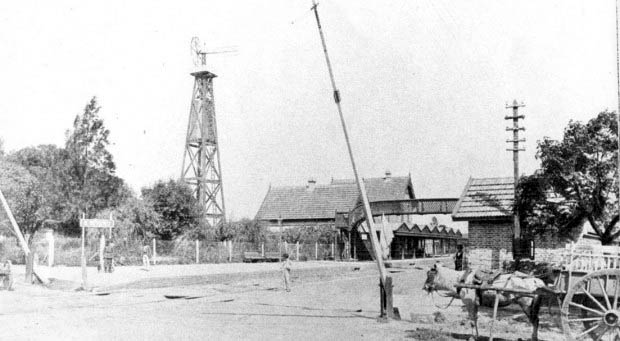
Estación San Isidro c. 1900.

El casco histórico de la ciudad está delimitado por las vías del Ferrocarril General Bartolomé Mitre, las calles Primera Junta y Roque Sáenz Peña y el Río de la Plata.
Incluye la Catedral, la Quinta Los Ombúes (Museo, Biblioteca y Archivo Histórico Municipal) y el Museo Brigadier General Juan Martín de Pueyrredon.
El núcleo de ese casco es la plaza Mitre, de diseño similar al de otras plazas de Buenos Aires. En el arbolado destacan los ejemplares de palmeras y tipas, y cuenta con fuentes, esculturas y un "reloj floral" (sus números son setos). Todos los fines de semana funciona una feria de artesanos y en ocasiones se presentan espectáculos públicos.
Frente a la plaza se encuentra la manzana más antigua, donde se ubican la sede del gobierno municipal, el Concejo Deliberante, el chalet Las Brisas (contemporáneo de la Catedral), y la casa del primer presidente municipal Fernando Alfaro Maciel, hoy museo.

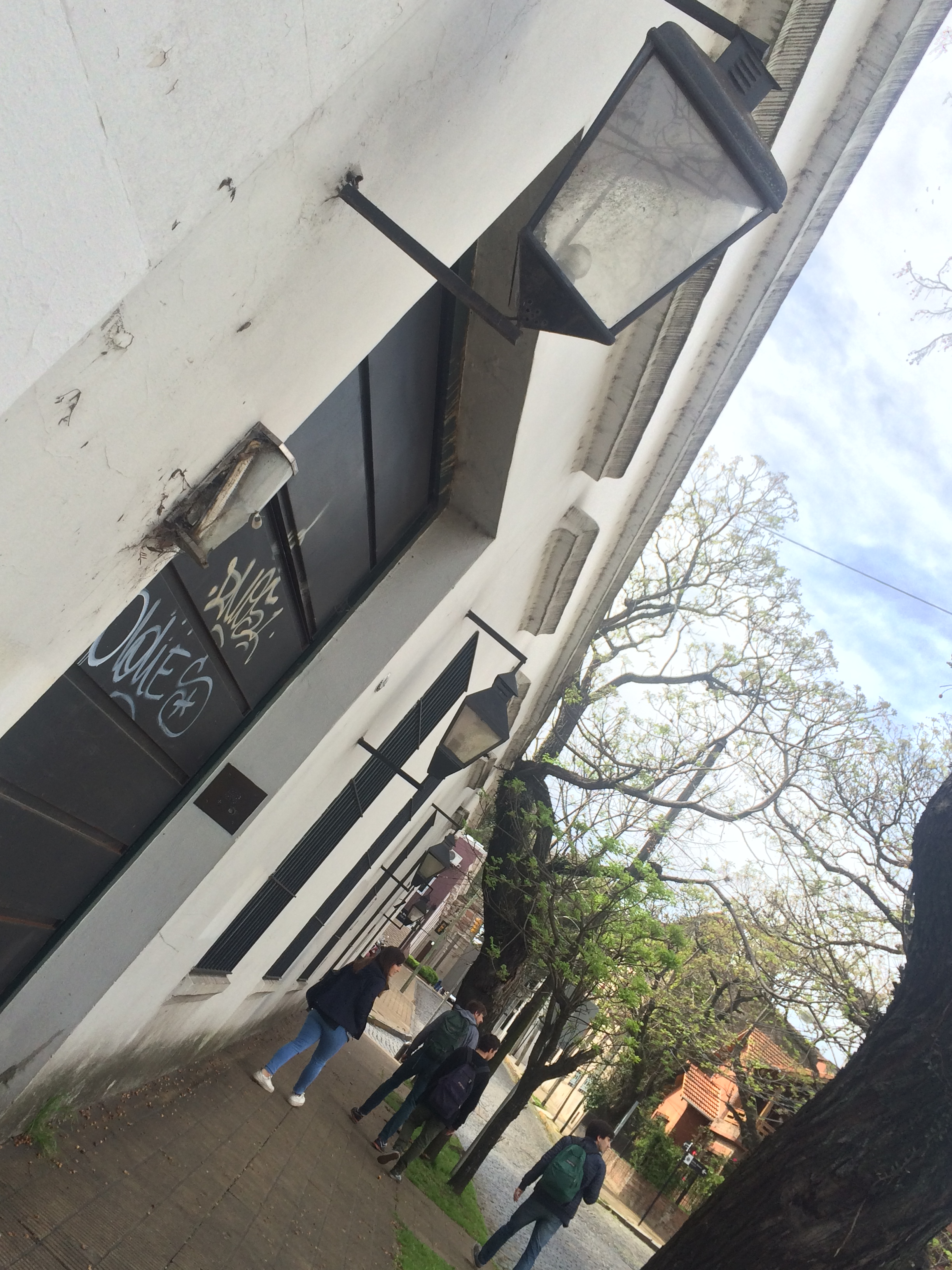
Calles dentro del casco antiguo

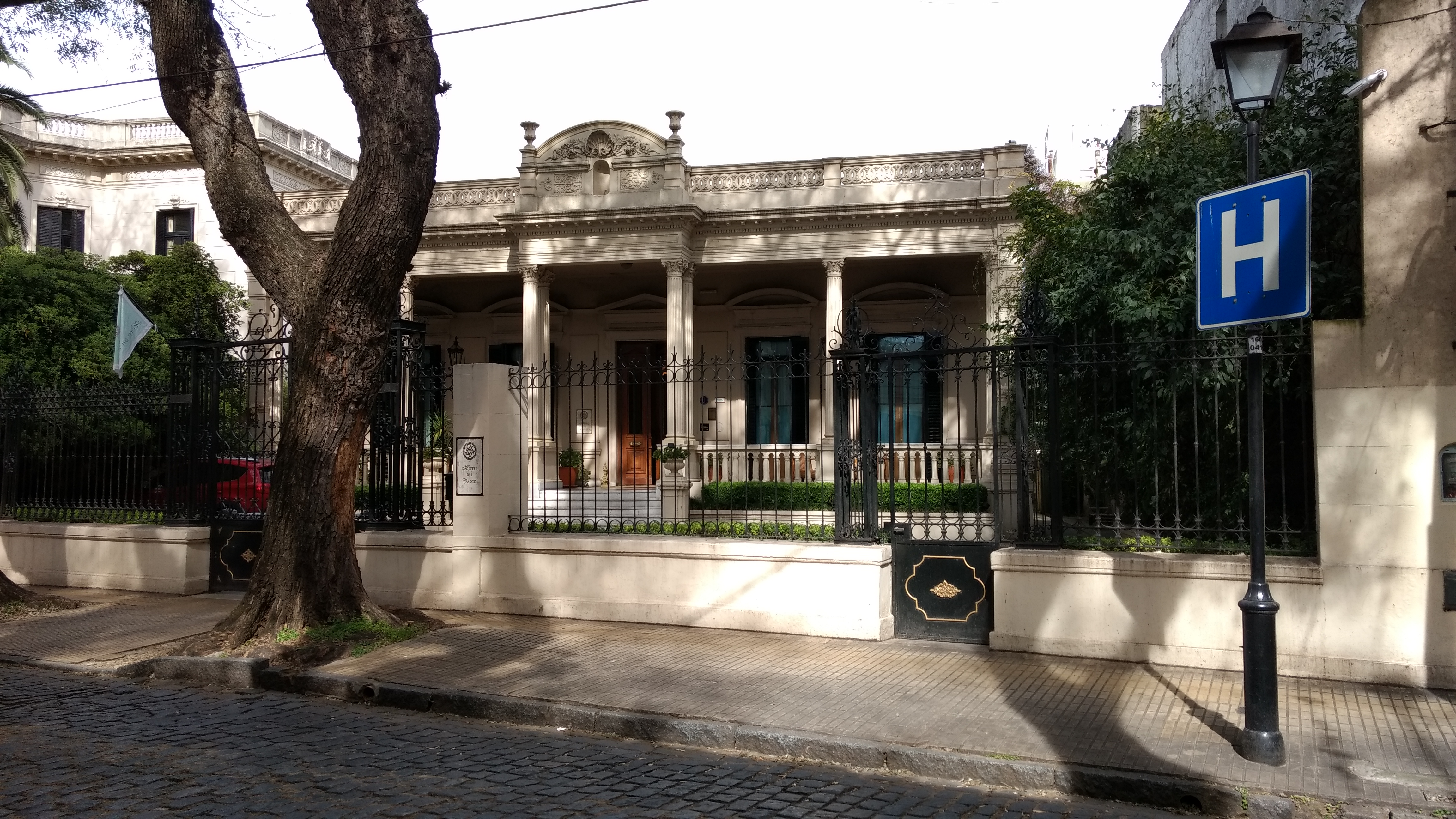
Hotel Del Casco

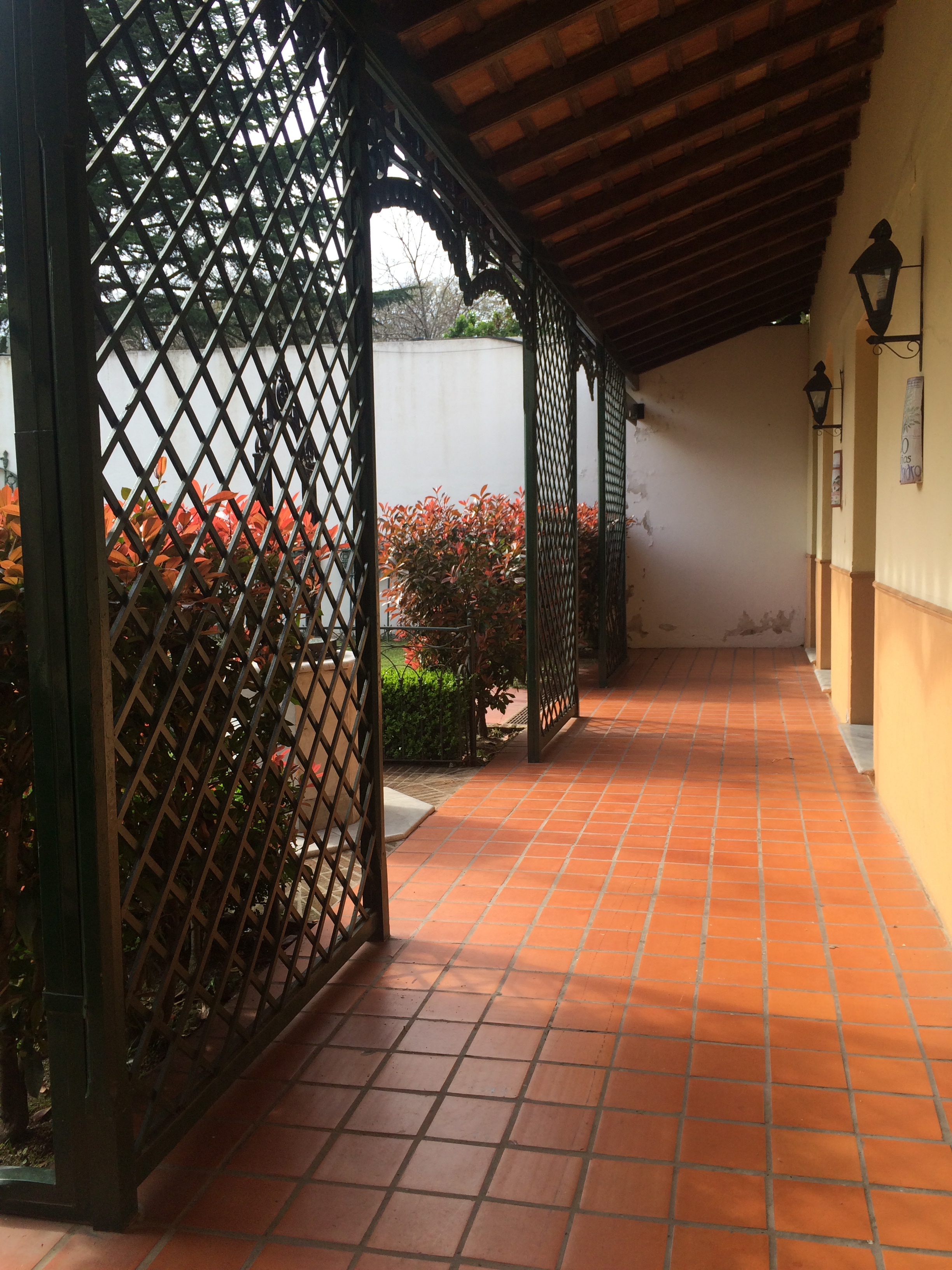
Galería dentro de la Academia de Ciencias y Artes de San Isidro

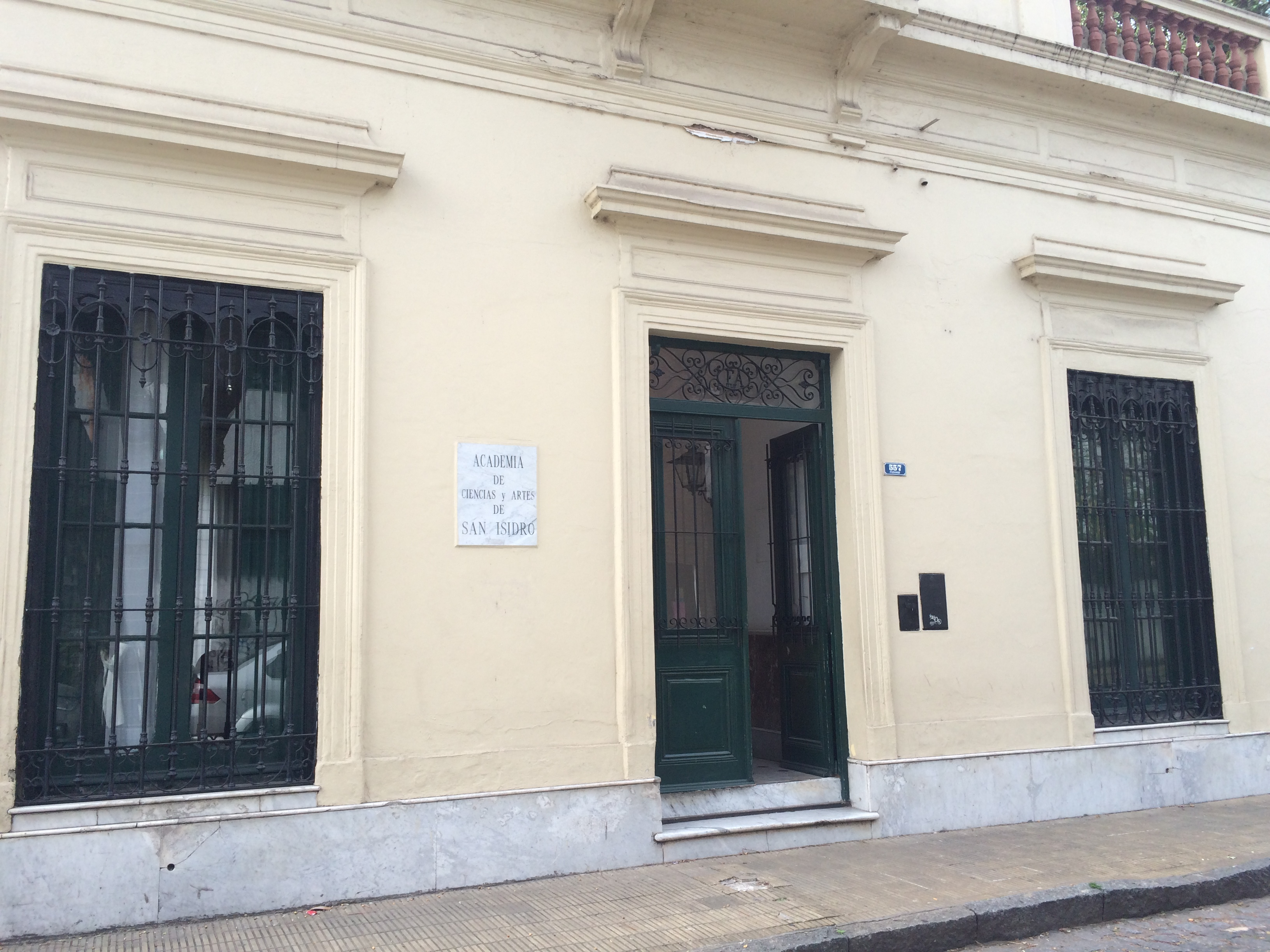
Fachada de la Academia de Ciencias y Artes de San Isidro

Lindan también con la plaza la Catedral de San Isidro, un edificio de 68 metros de altura de estilo neogótico, que terminó de construirse en 1898 y ha sido restaurado recientemente, y el colegio San Juan el Precursor. En el lado opuesto sobre la calle Ituzaingó se alzan varias construcciones antiguas como el Paraje de las Almas, casa particular sede de muestras de artes, y algunos restaurantes, y, perpendicular a ellas, la Avenida del Libertador, por la cual el Libertador José de San Martín marchó con sus ejércitos para reunirse con Juan Martín de Pueyrredón. En sentido opuesto se encuentra la calle Juan Bautista de La Salle en donde se halla la estación San Isidro del Tren de la Costa.

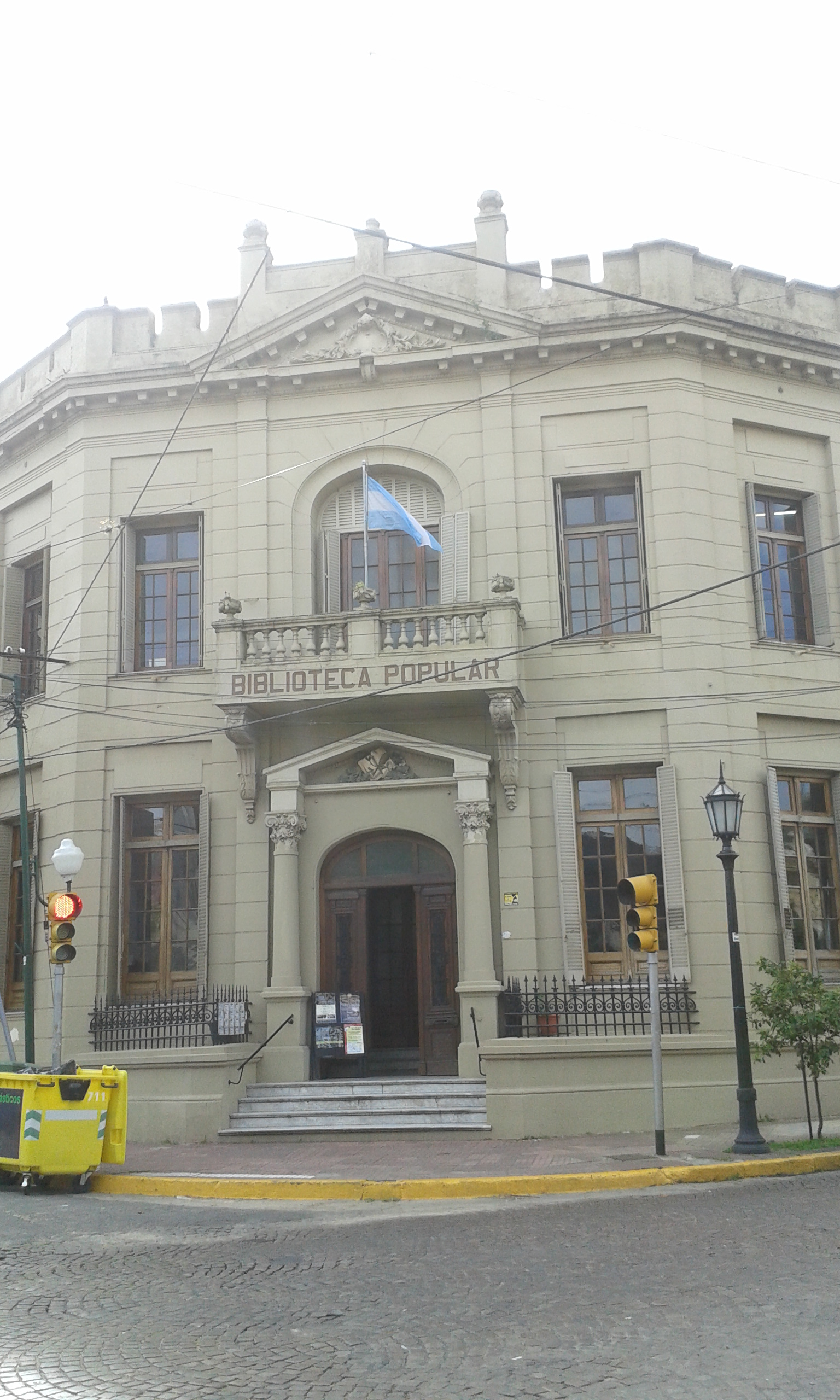
La Biblioteca Popular de San Isidro a cuadras de la Catedral del lugar.

Desde la llegada de la familia Posse al municipio, el casco histórico ha sufrido un marcado deterioro con la demolición de antiguas propiedades para dar lugar a edificios modernos, sin estilo ni armonía con el medio.

## Jardines
Los primeros pobladores fueron los ciudadanos más adineradas de la ciudad de Buenos Aires, quienes desde el final del siglo XVIII hasta principios del XIX transformaron la zona, que pasó de ser un sitio de chacras y huertas que abastecían a la ciudad, a poblarse de quintas de verano y fin de semana, con características casas coloniales de patio central, cisterna, azotea, galerías y jardines que se levantaron en las barrancas típicas de la zona.
Los jardines de las casonas de San Isidro tienen un aire evocativo de distintas épocas: limoneros y naranjos, típicos de la primera etapa de las construcciones; rosales y camelias, de moda en la Bella Época, que contrastan con los espinillos y talas que crecen en las barrancas.
Todas las viviendas, además, constan de galerías al aire libre que ensanchan las viviendas y generan espacios de transición entre el espacio interior y los grandes jardines.
Pero el objeto más emblemático de la zona de los espacios exteriores es la presencia de las cisternas, que eran utilizadas para recoger agua potable y como objetos decorativos, tanto, que todavía se emplean como objetos de gran porte en las casas.

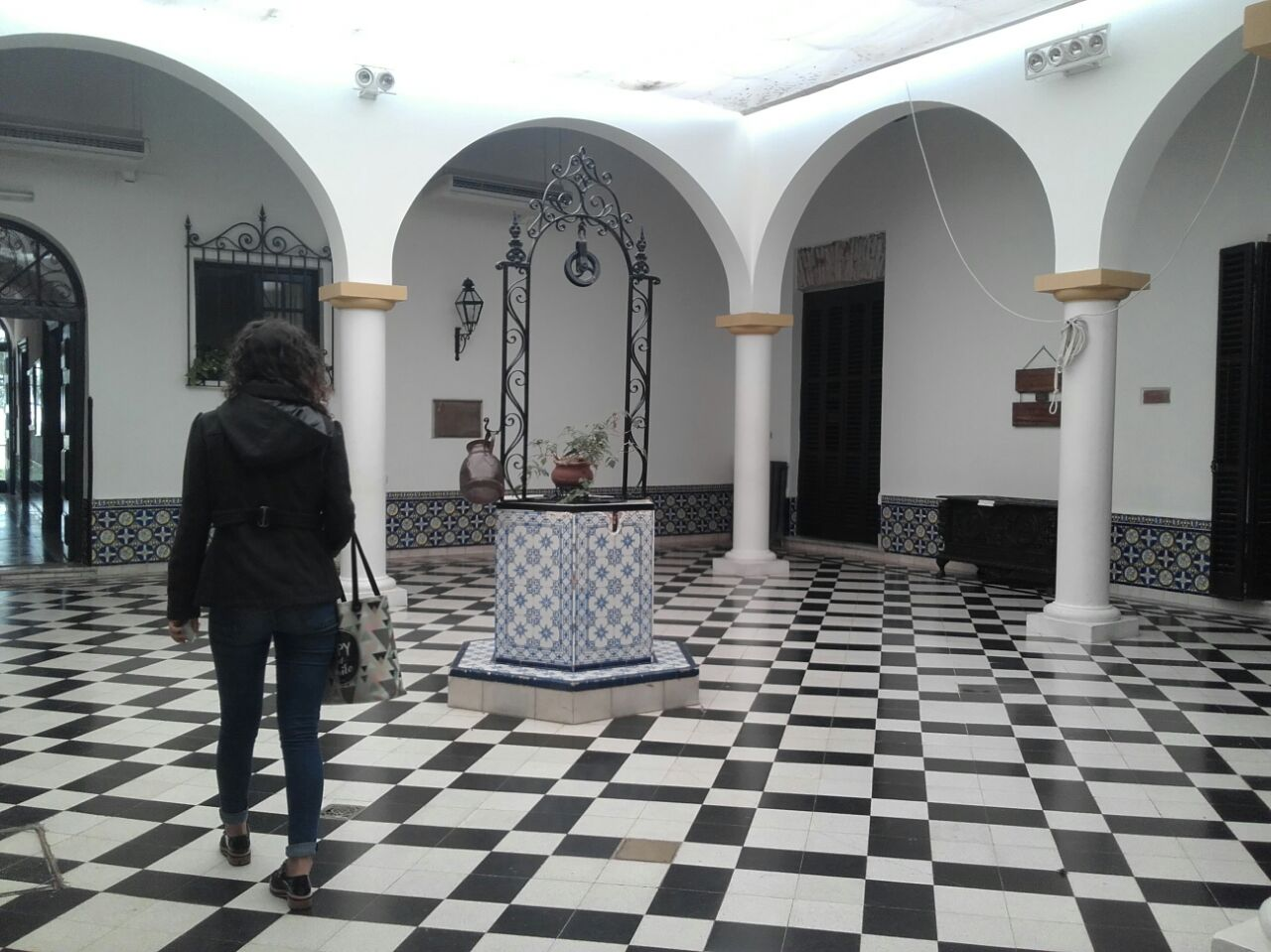
Patio interno de la Quinta Los Ombúes

## El Bajo

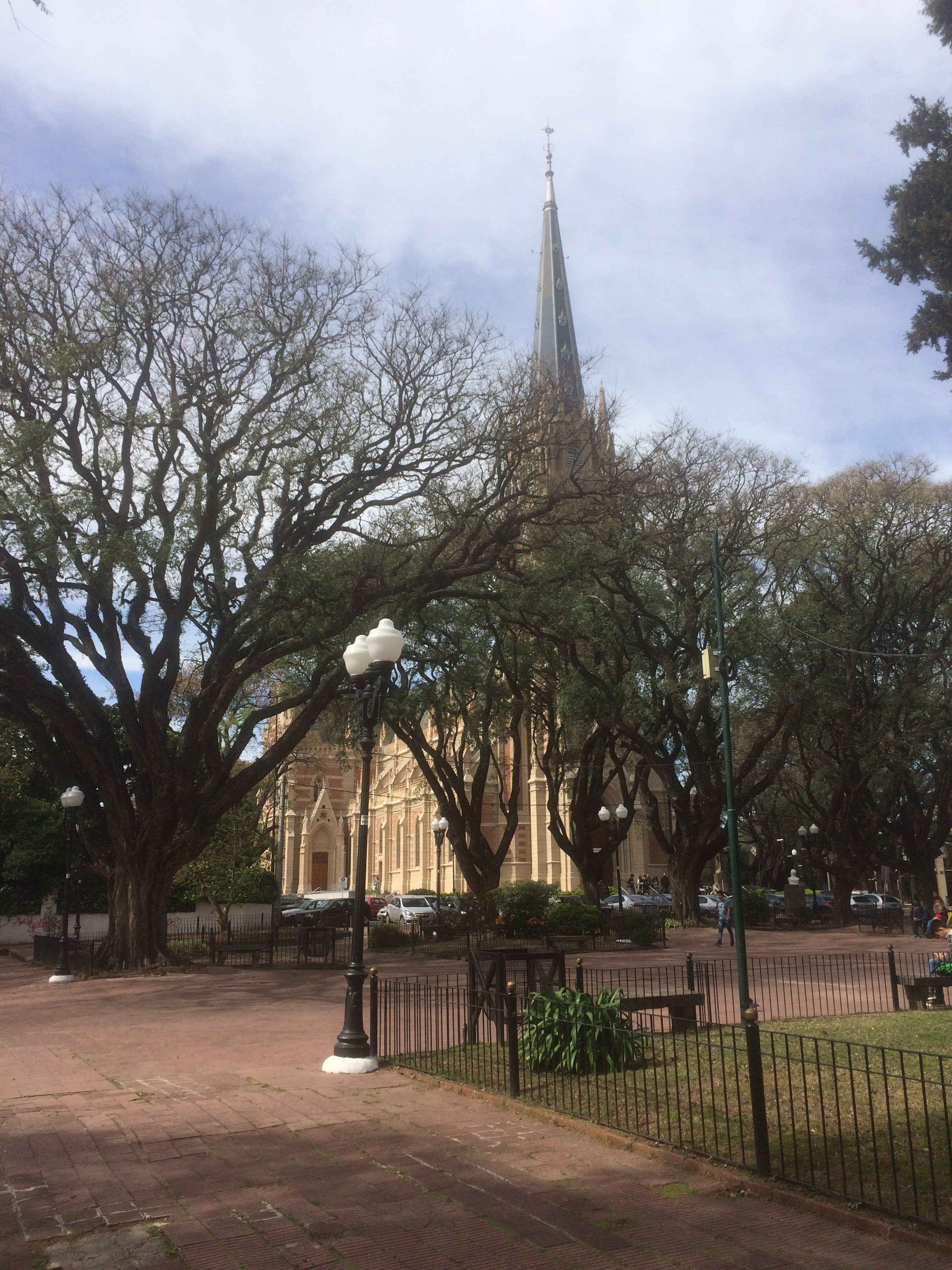
La plaza como nexo, gran atrio de la catedral y acceso a "El Bajo de San Isidro".

El Bajo de San Isidro, se encuentra ubicado entre la costa del Río de La Plata y las barrancas características de la zona, es un barrio que ha cambiado su perfil en los últimos años. Hay una gran movida gastronómica, pero también artística y cultural, que comenzó con algunos pocos locales hace unos 15 años y que le están cambiando la fisonomía al barrio.
A lo largo del Tren de la Costa que corre por el Bajo existe una bicisenda también usada por caminantes y corredores.

## Museo, Biblioteca y Archivo Histórico Municipal «Dr. Horacio Beccar Varela»
El Archivo Histórico fue creado por el historiador e investigador presbítero Francisco C. Actis, primer director del Museo Histórico Municipal «Brigadier General Juan Martín de Pueyrredon», quien desde 1944 se ocupó de reunir todo el material que consideró de interés histórico de distintas dependencias municipales y el Registro Civil.
En los años 70 el Museo Histórico y Tradicional de San Isidro funcionó brevemente en la antigua casa del primer presidente municipal Fernando Alfaro.
El 9 de enero de 1995 se creó el «Museo, Biblioteca y Archivo Histórico Municipal de San Isidro» con sede en la misma residencia y se incorporó a su acervo una de las bibliotecas históricas particulares más importantes constituida por 5.300 obras especializadas.
El 16 de mayo de 2006 el Museo, Biblioteca y Archivo Histórico de San Isidro fueron trasladados a la quinta Los Ombúes, en la calle Adrián Beccar Varela 774, sobre las barrancas del Río de la Plata. La nueva sede, donada por Horacio Beccar Varela, había sido construida en el período virreinal, fue propiedad de Mariquita Sánchez de Thompson, testigo en esa época del paso de figuras de trascendencia histórica, entre ellas José de San Martín, Juan Martín de Pueyrredón y Manuel Belgrano y declarada Monumento Histórico Nacional el 2 de octubre de 2007.

## El hipódromo de San Isidro
Sobre la Av. Márquez se encuentra el hipódromo ocupando un terreno de casi 300 hectáreas. Este sitio emblemático de la ciudad concentra gran cantidad de público especialmente los días miércoles y sábados cuando se corren las carreras. Sin embargo, el espacio también se utiliza en forma esporádica para conciertos, recitales y exposiciones.

## Parroquias de la iglesia católica en San Isidro
| Diócesis   | San Isidro |
| ---------- | --- |
| Parroquias | Nuestra Señora de la Merced, San Juan Bosco, Catedral San Isidro Labrador, Espíritu Santo, San José, Santa María de la Cruz, Santo Cristo, Santa Teresa del Niño Jesús. |

## Ciudades hermanadas
- Nagasaki, Japón
- Colonia del Sacramento, Uruguay

## Medios de comunicación locales
Hay muchos medios de información que cubren el distrito y sus barrios, entre ellos, Para Todos: www.periodicoparatodos.com.ar; Infobán: www.infoban.com.ar; Que Pasa Web: www.quepasaweb.com.ar.